# Неруркар, Ричард
Ричард Дэвид Неруркар (англ. Richard David Nerurkar; род. 6 января 1964, Вулвергемптон, Стаффордшир) — британский легкоатлет, специалист по бегу на длинные дистанции, кроссу и марафону. Выступал на профессиональном уровне в 1986—2000 годах, победитель и призёр ряда крупных международных стартов, участник двух летних Олимпийских игр.

## Биография
Ричард Неруркар родился 6 января 1964 года в Вулвергемптоне, графство Уэст-Мидлендс, Англия. Его отец — индиец, а мать — англичанка. Детство провёл в Брадфорде, вместе с братом и сестрой посещал Брадфордскую грамматическую школу. Занимался лёгкой атлетикой в Бингли в местном клубе Bingley Harriers, проходил подготовку под руководством известного стайера Брюса Талло.
Выступал на крупных пробегах в Англии с 1986 года, неоднократно становился победителем и призёром английского первенства по кроссу.
В 1989 году занял 49-е место на чемпионате мира по кроссу в Ставенгере, в беге на 5000 метров показал 12-й результат на Всемирной Универсиаде в Дуйсбурге.
В 1990 году занял 18-е место на кроссовом чемпионате мира в Экс-ле-Бен, в 5000-метровой дисциплине стал серебряным призёром Мемориала братьев Знаменских в Москве, в дисциплине 10 000 метров финишировал пятым на чемпионате Европы в Сплите.
В 1991 году показал 52-й результат на чемпионате мира по кроссу в Антверпене, в беге на 10 000 метров стал пятым на чемпионате мира в Токио.
В 1992 году занял 15-е место на чемпионате мира по кроссу в Бостоне. Благодаря череде успешных выступлений удостоился права защищать честь страны на летних Олимпийских играх в Барселоне — в финале программы 10 000 метров показал время 28:48.48, расположившись в итоговом протоколе соревнований на 17-й строке.
В 1993 году с результатом 2:10:57 выиграл Гамбургский марафон, был лучшим на Кубке мира по марафону в Сан-Себастьяне (2:10:03).
На чемпионате Европы 1994 года в Хельсинки финишировал в марафоне четвёртым. На впервые проводившемся чемпионате Европы по кроссу в Алнике занял 25-е место.
В 1995 году среди прочего стал седьмым в марафоне на чемпионате мира в Гётеборге.
Принимал участие в Олимпийских играх 1996 года в Атланте — здесь в марафоне с результатом 2:13:39 пришёл к финишу пятым.
В 1997 году на Лондонском марафоне финишировал пятым, установив при этом свой личный рекорд — 2:08:36.
В 1998 году стал восьмым в марафоне на чемпионате Европы в Будапеште.
Завершил спортивную карьеру по окончании сезона 2000 года.
Некоторое время преподавал в Колледже Мальборо (1989—1991). Впоследствии занимал должность генерального менеджера пробега Great Ethiopian Run в Аддис-Абебе, запущенного в 2001 году выдающимся эфиопским бегуном Хайле Гебреселассие. Написал книгу о марафонском беге Marathon Running: From Beginning to Elite.
За выдающиеся спортивные достижения в 2002 году награждён орденом Британской империи.
Его сын Лукас Неруркар (род. 2003) добился успехов в шоссейном велоспорте.